# Can't Touch Us Now
Can't Touch Us Now is het elfde studioalbum van de Britse ska-popband Madness. Het verscheen op 28 oktober 2016 op het eigen label Lucky 7 en haalde de vijfde plaats in de Britse albumlijst.  Can't Touch Us Now is het eerste album in de geschiedenis van de band die zonder medewerking van tweede zanger Cathal 'Chas Smash' Smyth tot stand is gekomen. Bassist Mark Bedford daarentegen is weer van de partij na zijn afwezigheid op voorganger Oui Oui Si Si Ja Ja Da Da, en is in een nummer op tuba te horen. De titel verwijst naar het feit dat Madness jarenlang niet serieus werd genomen, en nu een onaantastbare status heeft in de geschiedenis van Britse popgeschiedenis.

## Singles
Van het album zijn twee officiële singles verschenen. Mr. Apples, dat in september 2016 uitkwam, was de eerste sinds Sugar And Spice uit 2009 met een zelfbedachte clip. Het titelnummer volgde op 18 november bij de aftrap van het jaarlijkse House Of Fun Weekender-festival. In de clip zijn ook beelden van de reclamespot voor het album verwerkt.

## Tracklijst
| 1.                 | Can't Touch Us Now                | 4:13 |
| 2.                 | Good Times                        | 2:53 |
| 3.                 | Mr. Apples                        | 3:38 |
| 4.                 | I Believe                         | 3:44 |
| 5.                 | Grandslam                         | 2:35 |
| 6.                 | Blackbird                         | 4:03 |
| 7.                 | You Are My Everything             | 4:08 |
| 8.                 | Another Version of Me             | 2:40 |
| 9.                 | Mumbo Jumbo                       | 3:23 |
| 10.                | Herbert                           | 3:57 |
| 11.                | Don't Leave the Past Behind You   | 2:45 |
| 12.                | (Don't Let Them) Catch You Crying | 4:10 |
| 13.                | Pam the Hawk                      | 4:37 |
| 14.                | Given the Opportunity             | 3:31 |
| 15.                | Soul Denying                      | 5:13 |
| 16.                | Whistle in the Dark               | 3:29 |
| Totale duur: 58:59 |                                   |      |